# Жуковский, Владимир Иванович (юрист)
Владимир Иванович Жуковский (1838, Уфа — 1899, Санкт-Петербург) — русский юрист и общественный деятель.

## Биография
Родился 14 февраля (26 февраля по новому стилю) 1838 года в Уфе.
В 1861 году окончил юридический факультет Петербургского университета. В 1862 году поступил на должность судебного следователя в Оренбургской губернии. В последующие годы работал на различных судебных должностях. В 1870 году В. И. Жуковский был назначен товарищем прокурора Петербургского окружного суда. Наиболее успешно выступал в качестве обвинителя, а своей речью по нашумевшему в своё время уголовному делу о поджоге мельницы купцом Овсянниковым зарекомендовал себя как талантливый оратор. Как писала еженедельная газета «Право» в 1899 году в день его смерти: «Еще будучи товарищем прокурора, он составил себе имя первоклассного судебного оратора. Процесс Овсянникова, которого он обвинял в поджоге, упрочил за ним эту славу навсегда».
С 1878 года Жуковский оставил поприще обвинителя после того, как отказался выступить обвинителем по делу В. И. Засулич, и работал в адвокатуре. Принимал участие в рассмотрении многих известных уголовных дел Российской империи. Был защитником в делах Л. М. Гулак-Артемовской и Юханцева.
Умер 5 февраля (17 февраля по новому стилю) 1899 года в Санкт-Петербурге.